# 孙洪波
孙洪波，清华大学教授，主要从事超快激光微纳加工技术制备等方面的研究。入选中华人民共和国教育部第七批"长江学者"特聘教授，中国国家杰出青年科学基金获得者，曾就读于吉林大学。